# برسول (جورجیا)
برسول، جورجیا (به انگلیسی: Braswell, Georgia) یک شهر در ایالات متحده آمریکا با جمعیت ۳۷۹ نفر است که در جورجیا واقع شده‌است.

## موقعیت جغرافیایی
موقعیت جغرافیایی شهرها و مناطق اطراف به شرح زیر است: